# Monroe Hall
Monroe Hall è un'area non incorporata della Contea di Westmoreland in Virginia, negli Stati Uniti d'America.
È il luogo natale di James Monroe, 5º Presidente degli Stati Uniti.
La zona dove si trovava la sua casa natale è contrassegnata da un obelisco e da una placca commemorativa in bronzo.